# Leersia extinctoria
Leersia extinctoria är en bladmossart som först beskrevs av Funck in Bridel, och fick sitt nu gällande namn av Braithwaite 1887. Leersia extinctoria ingår i släktet vildrissläktet, klassen egentliga bladmossor, divisionen bladmossor och riket växter. Inga underarter finns listade i Catalogue of Life.